# Cheiridopsis
Cheiridopsis is een geslacht uit de ijskruidfamilie (Aizoaceae). De soorten komen voor in Zuid-Afrika.

## Soorten
- Cheiridopsis acuminata L.Bolus
- Cheiridopsis alba-oculata Klak & Helme
- Cheiridopsis amabilis S.A.Hammer
- Cheiridopsis angustifolia (L.Bolus) R.F.Powell
- Cheiridopsis aspera L.Bolus
- Cheiridopsis brownii Schick & Tischer
- Cheiridopsis campanulata G.Will.
- Cheiridopsis caroli-schmidtii (Dinter & A.Berger) N.E.Br.
- Cheiridopsis delphinoides S.A.Hammer
- Cheiridopsis denticulata (Haw.) N.E.Br.
- Cheiridopsis derenbergiana Schwantes
- Cheiridopsis excavata L.Bolus
- Cheiridopsis gamoepensis S.A.Hammer
- Cheiridopsis glomerata S.A.Hammer
- Cheiridopsis herrei L.Bolus
- Cheiridopsis imitans L.Bolus
- Cheiridopsis meyeri N.E.Br.
- Cheiridopsis minor (L.Bolus) H.E.K.Hartmann
- Cheiridopsis namaquensis (Sond.) H.E.K.Hartmann
- Cheiridopsis nana (L.Bolus) R.F.Powell
- Cheiridopsis nelii Schwantes
- Cheiridopsis pearsonii N.E.Br.
- Cheiridopsis peculiaris N.E.Br.
- Cheiridopsis pillansii L.Bolus
- Cheiridopsis pilosula L.Bolus
- Cheiridopsis ponderosa S.A.Hammer
- Cheiridopsis purpurea L.Bolus
- Cheiridopsis pusilla (S.A.Hammer) R.F.Powell
- Cheiridopsis robusta (Haw.) N.E.Br.
- Cheiridopsis rostrata (L.) N.E.Br.
- Cheiridopsis rudis L.Bolus
- Cheiridopsis schlechteri Tischer
- Cheiridopsis speciosa L.Bolus
- Cheiridopsis spiculata R.F.Powell
- Cheiridopsis turbinata L.Bolus
- Cheiridopsis umbrosa S.A.Hammer & Desmet
- Cheiridopsis umdausensis L.Bolus
- Cheiridopsis vanbredae L.Bolus
- Cheiridopsis vanzylii L.Bolus
- Cheiridopsis velox S.A.Hammer
- Cheiridopsis verrucosa L.Bolus

... · 
Antimima · 
Argyroderma · 
Carpobrotus · 
Disphyma · 
Dorotheanthus · 
Gibbaeum · 
Lapidaria · 
Lithops · 
Mesembryanthemum · 
Sceletium · 
Tetragonia · 
...